# Cerro Lair
Der Cerro Lair (spanisch) ist ein 96 m hoher Hügel im Norden der Byers-Halbinsel auf der Livingston-Insel im Archipel der Südlichen Shetlandinseln. Er ragt auf dem Lair Point auf.
Spanische Wissenschaftler kartierten ihn in Anlehnung an die Benennung der gleichnamigen Landspitze.